# Ohio State University

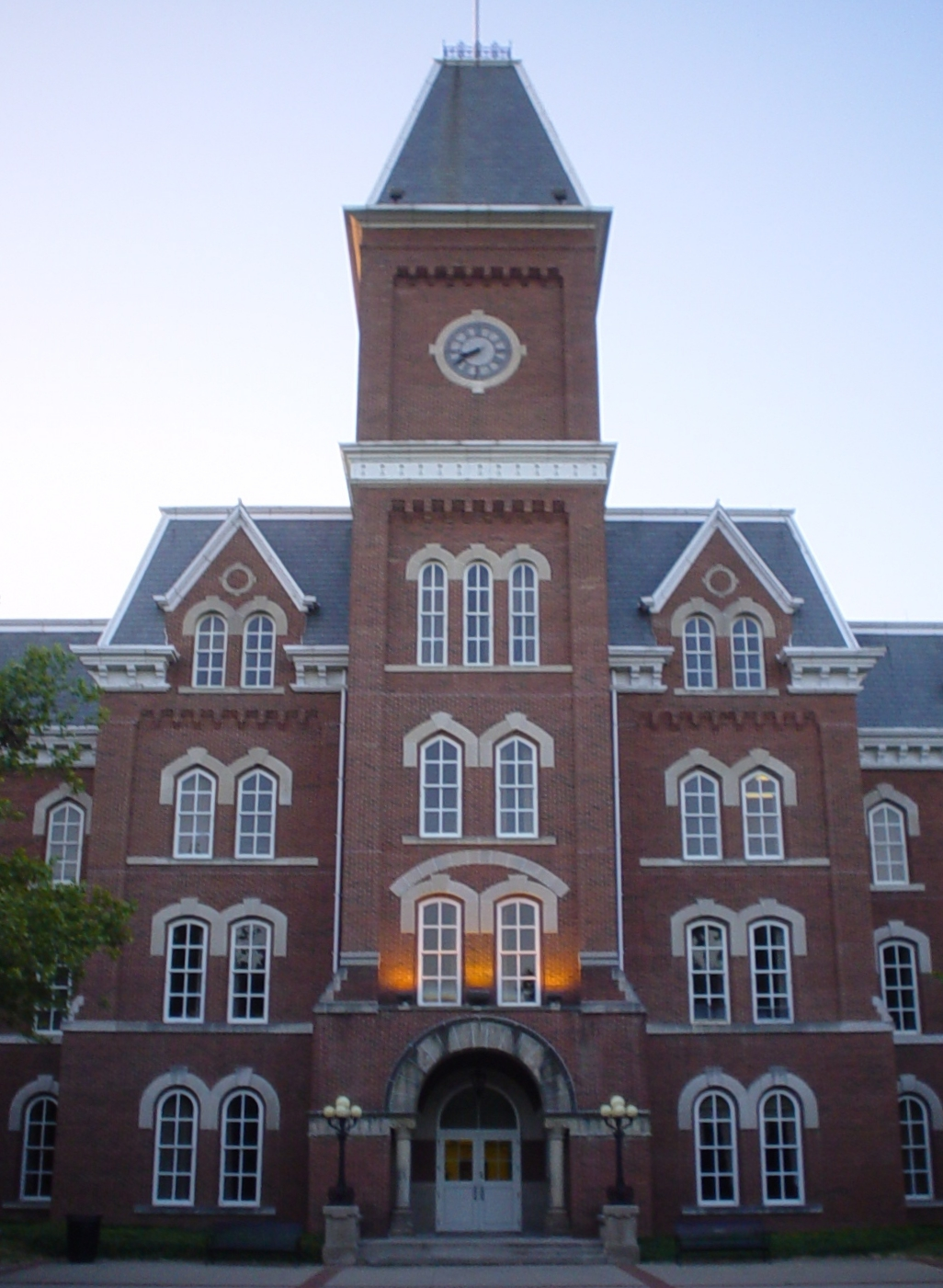
Ohio State University Hall.

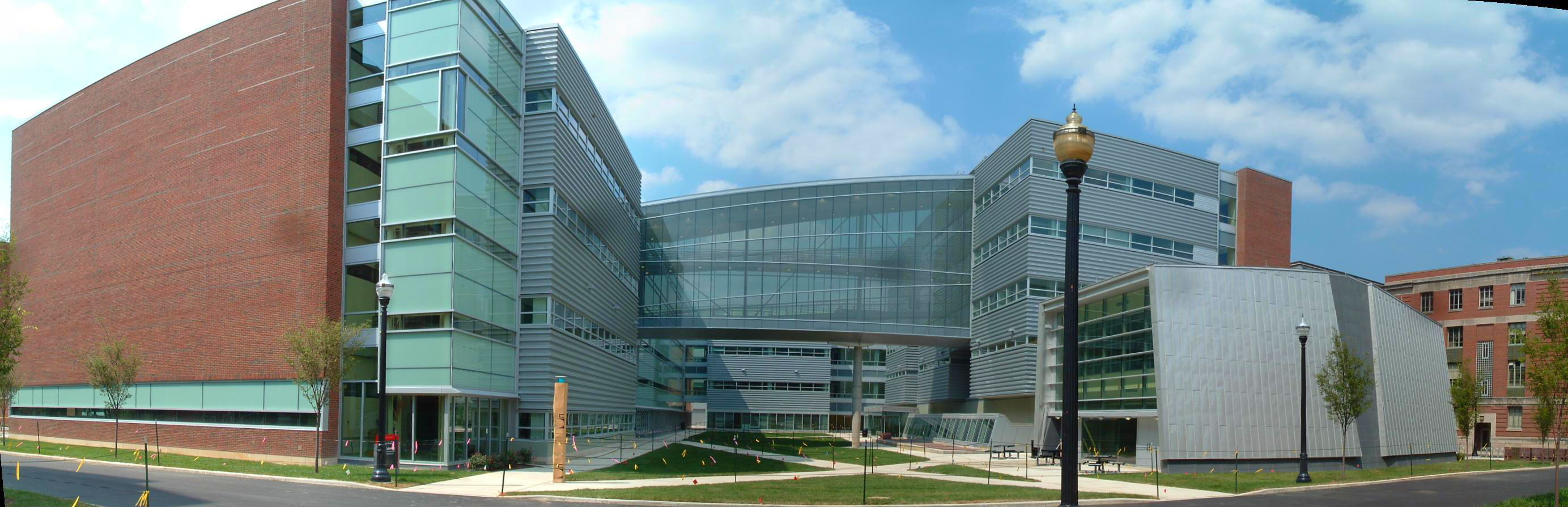
Scott-laboratoriet vid OSU

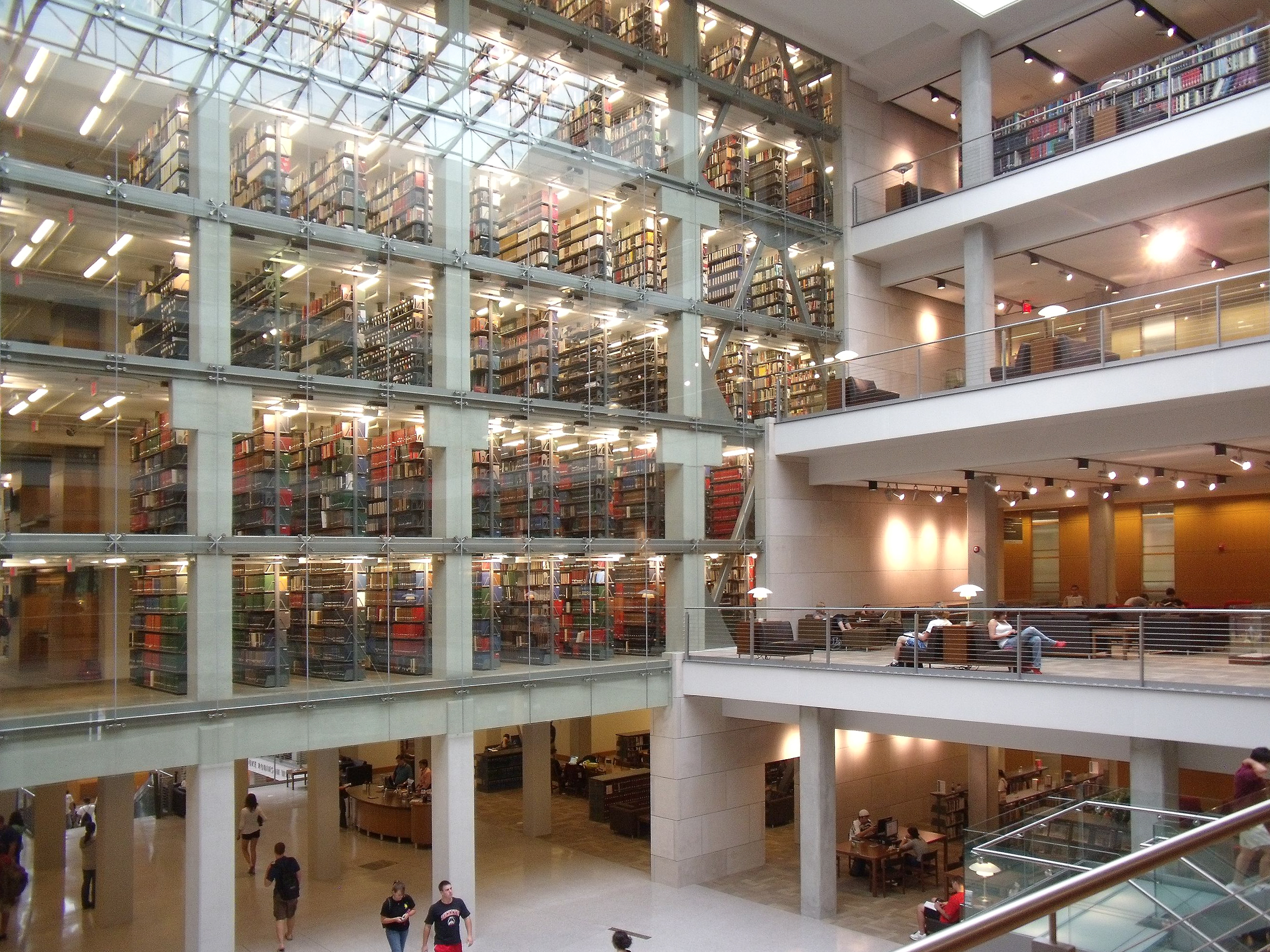
William Oxley Thompson-biblioteket

Ohio State University (OSU) är ett offentligt forskningsuniversitet som ligger i Columbus, Ohio. OSU är ett av USA:s största, och tillhör gruppen av offentliga högkvalitetsuniversitet med mycket hög akademisk standard – den så kallade Public Ivy-gruppen. Universitetet har huvudcampus i Columbus, och mindre campus i Lima, Marion, Mansfield och  Newark, alla i Ohio.

## Historia
OSU grundades 1870 som ett land-grant-universitet, det vill säga att det fick federala bidrag för förvärv av mark för sitt campus. Ohios guvernör och senare USA:s president Rutherford B. Hayes var en viktig pådrivande kraft för grundandet. Universitetets första namn var The Ohio Agricultural and Mechanical College.

## Studier och forskning
Ohio State University är flaggskeppet i universitetssystemet i Ohio, och kommer högt på listorna över amerikanska universitet. På universitetets fem campus läser drygt 60 000 studenter, varav 55 000 på huvudcampus i Columbus.
OSU består av följande avdelningar:
| - College of Dentistry - College of Education - College of Engineering - College of Food, Agricultural, and Environmental Sciences - College of Human Ecology | - College of Medicine and Public Health - College of Nursing - College of Optometry - College of Pharmacy - College of Social Work | - College of Veterinary Medicine - Colleges of the Arts and Sciences - OSU Graduate School - Max M. Fisher College of Business - Michael E. Moritz College of Law |

## Alumner

### Ohio State University
| Astronomer - Jeffrey S. Medkeff Brottslingar - Jeffrey Dahmer Entreprenörer - Larry Sanger Forskare - Hendrik Wade Bode - Gene Sharp - Fred Singer Fotografer - Berenice Abbott Fotomodeller - Sung Hi-lee Fysiker - William A. Fowler - Wallace Clement Sabine Företagsledare - Robert E. Grady - George Steinbrenner - Les Wexner Författare - Harlan Ellison - Clayton Rawson Idrottare - John Albert - Dave Albritton - Glenn Ashby Davis - Matt Bartkowski - Keita Bates-Diop - Jamison Battle - Raj Bhavsar - Tessa Bonhomme - Malaki Branham - Lisa Chesson - Gene Cole - Mark Coleman - Zac Dalpe - Lara Dickenmann - Jakub Dobeš - Ryan Dzingel - Roger Espinoza - Anthony Greco | - Nathan Guenin - Dave Gust - Morgan Hamm - Paul Hamm - John Havlicek - Cal Heeter - Dennis Hopson - Rosie Jones - Ryan Kesler - Tanner Laczynski - E.J. Liddell - Mason Lohrei - Jamie Macoun - Meg Mallon - Max McCormick - Cole McWard - Georgij Merkulov - Carson Meyer - Jack Nicklaus - Greg Oden - Jesse Owens - Lea Ann Parsley - Rod Pelley - Micah Potter - Kevin Randleman - Michael Redd - Butch Reynolds - Brice Sensabaugh - George Simpson - Katie Smith - Natalie Spooner - David Steckel - Tyson Strachan - Emma Terho - Evan Turner - R.J. Umberger - Duane Washington Jr. - Tom Weiskopf - Mal Whitfield - Blaine Wilson Idrottsledare - Bob Bradley Kemister - Paul Flory Konstnärer - George Bellows | - Roy Lichtenstein Lingvister - Charles F. Hockett Militärer - General Curtis LeMay Musiker - Phil Ochs - Dwight Yoakam Politiker/offentlig förvaltning - Chester Hardy Aldrich - Charles E. Beatley - John W. Bricker - Sherrod Brown - Thomas Carper - Jacob E. Davis - Marcia Fudge - Bob Gibbs - James W. Huffman - Jim Jordan - John Kasich - Ron Klein - Roscoe C. McCulloch - Howard Metzenbaum - Deborah Pryce - Jim Rhodes - William B. Saxbe - Steve Stivers - Pat Tiberi - JD Vance Rymdfarare - Charles A. Bassett - Nancy J. Currie - Richard M. Linnehan - Ronald M. Sega Skådespelare - Ross Butler - Howard Deutch - David Graf - Patricia Heaton - Eileen Heckart - Sherri Saum - J.K. Simmons - Chris Wedge |

### Moritz College of Law
| - Dave Hobson - Howard Metzenbaum - C. William O'Neill | - Michael Oxley - Brian Sandoval - William B. Saxbe | - Zack Space - George Voinovich |

## Idrott
Universitet tävlar med 36 universitetslag i olika idrotter via sin idrottsförening Ohio State Buckeyes.
Varje år är den prestigefyllda matchen mellan Ohio State Buckeyes och Michigan Wolverines den avslutande matchen i grundserien i collegeserien i amerikansk fotboll.